# Lâm Chánh Anh
Lâm Chánh Anh (tiếng Trung: 林正英; tên thật : Lâm Căn Bảo 林根寶; 27/12/1952 - 8/11/1997) là diễn viên, chỉ đạo võ thuật, đạo diễn và nhà sản xuất phim của điện ảnh Hồng Kông. Ông nổi tiếng là người có kỷ luật và biết tự chủ. Chánh Anh là một diễn viên (chủ yếu trong vai đạo sĩ) và đạo diễn võ thuật giỏi. Với vai trò làm diễn viên, chỉ đạo hành động, đạo diễn và giảng viên, ông đã làm rất nhiều người cảm động với tính bộc trực và tinh thần chuyên nghiệp. Ông đã để lại một huyền thoại màn ảnh, được nhiều thế hệ trên khắp thế giới yêu thích. Chánh Anh qua đời vì ung thư tại bệnh viện Thánh Teresa tại Hồng Kông vào ngày 8 tháng 11 năm 1997.

## Tiểu sử

### Tuổi thơ
Lâm Chánh Anh (林正英) sinh tại Hồng Kông thuộc Anh ngày 27/12/1952 vào năm Nhâm Thìn, tên thật là Lâm Căn Bảo (林根寶). Gia đình ông rất nghèo. Cả cha và mẹ đều làm đầu bếp và không hề được đi học. Chánh Anh là đứa con thứ 3 trong gia đình 6 anh em. Ông đi học tại trường tiểu học Shun Yi ở Hồng Kông, nhưng cuối cùng bỏ học sau 2 năm. Cha ông gửi ông tới học tại Học viện Hý kịch Trung Quốc dưới sự hướng dẫn của sư phụ Fan Fok Fa.
Vì có thân hình nhỏ gọn, Chánh Anh thường đóng thế cho các diễn viên nữ. Tuy nhiên, sư phụ ông phàn nàn rằng Chánh Anh là một đứa trẻ tinh nghịch và bướng bỉnh. Vì thế chỉ sau nửa năm, sư phụ ông đành phải cho ông lên sàn diễn với vở kịch "White Beach" (Bãi biển trắng). Nhưng chỉ sau 5 năm, Chánh Anh nhận ra rằng ngành kịch đang chìm dần vào quên lãng. Ông bắt đầu tham gia vào ngành điện ảnh qua sự giới thiệu của một người bạn.

### Thời niên thiếu
Vào tuổi 17, Chánh Anh trở thành thầy dạy võ và diễn viên đóng thế tại Shaw Brothers Studio với tiền lương 60 HKD/ngày. Ông trả cho thầy mình 1/3 số tiền, và đem về cho gia đình 1/3. Số tiền còn lại ông dùng đãi bạn bè mình. Chánh Anh từng nói đó là một trong những ngày hạnh phúc nhất cuộc đời mình.
Chánh Anh từng thách đấu với Lý Tiểu Long trong một khách sạn vì ông không tin rằng Lý Tiểu Long mạnh như lời đồn. Ông đặt một chiếc gối trước ngực, Tiểu Long đá cả ông và chiếc gối bay vào trong phòng. Tiểu Long rất ấn tượng với cá tính của ông và ngay sau đó viết thư mời ông trở thành phụ tá riêng cho mình. Khi đó Chánh Anh 19 tuổi.
Chánh Anh bắt đầu làm việc cho Lý Tiểu Long và cùng chỉ đạo võ thuật cho những bộ phim của Tiểu Long như Đường Sơn Đại Huynh, Tinh Võ Môn, Long Tranh Hổ Đấu, Mãnh Long Quá Giang, Tử Vong Du Hí. Lúc còn trẻ, Chánh Anh rất nóng tính và thường xuyên đánh nhau. Trong quá trình quay phim "Đường Sơn Đại Huynh", ông bị bắt giữ do đánh nhau, và Tiểu Long phải bảo lãnh ông ra khỏi tù. Mặc dù không được đi học nhiều, nhưng Chánh Anh có những cuộc bàn luận sôi nổi với Tiểu Long và Tiểu Long rất thích điều này.
Khi Lý Tiểu Long qua đời, Chánh Anh rất đau buồn. Sau đó ông gia nhập nhóm diễn viên đóng thế do Hồng Kim Bảo đứng đầu.

### Thập niên 1980
Chánh Anh làm việc với vai trò chỉ đạo võ thuật và diễn viên đóng thế trong nhóm của Hồng Kim Bảo. Tài năng võ thuật của ông bắt đầu được chú ý trong bộ phim "The Magnificent Butcher" (Lâm Thế Vinh). Ông đóng vai sát thủ cầm quạt và trình diễn màn võ thuật với Nguyên Bưu.
Vào năm 1982, Chánh Anh đoạt giải thưởng điện ảnh Hồng Kông cho bộ phim Phá Gia Chi Tử (Bại Gia Tử). Những màn đấu võ trong phim được đánh giá là một trong những pha võ thuật về Vịnh Xuân quyền hay nhất trong phim ảnh. Chánh Anh đóng vai Lương Nhị Đệ, người thầy nghiêm khắc của Lương Tán.
Nhưng sự thành công không đến với ông cho đến năm 1985, khi bộ phim Cương Thi Tiên Sinh làm bùng nổ thể loại phim ma cà rồng. Ông cũng được đề cử nam diễn viên xuất sắc trong bộ phim này.
Trong những năm tiếp theo, Chánh Anh tiếp tục xuất hiện trong vai thầy pháp trong các bộ phim về cương thi như Cương Thi Tiên Sinh II (1986), Cương Thi Tiên Sinh III (1987), Cương Thi Đấu Ma Cà Rồng (1989), Đặc Cảnh Diệt Ma (1990), Cương Thi Vật Cương Thi II (1990).
Chánh Anh cũng tham gia vào các thể loại phim khác như Song Long Xuất Hải (1984), Họa Bì (1988), Trường Học Trong Lửa (1988), Sự Phục Thù (1988). Ông chứng minh rằng khả năng diễn xuất của mình cũng xuất sắc như khả năng võ thuật. Nhiều người nghi ngờ rằng sự thành công của Cương Thi Tiên Sinh có phải là một điều may mắn xảy ra trong sự nghiệp diễn xuất của ông bởi vì điều đó mãi mãi gắn liền tên tuổi Chánh Anh với vai thầy pháp trong phim cương thi. Mặc dù ông có rất nhiều vai diễn làm xao động lòng người trong các bộ phim thể loại khác.
Năm 1989, Chánh Anh làm đạo diễn cho bộ phim đầu tiên của mình Cương Thi Đấu Ma Cà Rồng. Ông vào vai người thầy pháp như thường lệ, Tiền Tiểu Hào vào vai học trò của ông. Vì chi phí làm phim vượt quá kế hoạch, ông đã không nhận tiền đạo diễn. Mặc dù bộ phim không nhận được sự thành công vượt trội như các bộ phim trước, nhưng tính cương trực của ông làm cho người khác suy nghĩ về mục đích của nghề làm phim.

### Thập niên 1990
Sự thành công vang dội của Cương Thi Tiên Sinh bắt đầu trở thành gánh nặng đối với Chánh Anh khi ông luôn bị gán với vai thầy pháp. Vào thập niên 90, điện ảnh Hồng Kông bắt đầu đi xuống, các vai diễn và phim hay cũng ít đi. Chánh Anh không hề dừng lại mà tiếp tục đảm nhận vai thầy pháp và các vai phụ trong những bộ phim kinh phí thấp.
Năm 1990, ông trở thành nhà sản xuất cho bộ phim Đặc Cảnh Diệt Ma. Ông cũng tham gia vào bộ phim với vai trò diễn viên và chỉ đạo võ thuật. Màn đấu võ trong phim giữa ông và nhóm người Nhật được ông dàn dựng. Một lần nữa, khán giả thấy được tài năng của ông trong vai trò chỉ đạo võ thuật.
Một số bộ phim ma của Chánh Anh trong thập niên 90 gồm có Thượng đế Cũng Phải Cười III (1991), Thiên Địa Huyền Môn (1991), Ma Cà Rồng Chúa (1991), Thần Chuối (1992). Ngoài ra, khả năng diễn xuất của ông cũng được thể hiện trong các bộ phim thể loại khác như Tay Súng Thần (1992), Nước Mắt Người Yêu (1992).
Năm 1995, mặc dù ngành công nghiệp phim đang tiến triển chậm, hãng ATV mời Lâm Chánh Anh đóng vai chính trong bộ phim truyền hình Ma Đạo Tranh Bá. Ông được trả 1 triệu HKD để tham gia vào bộ phim, một con số khổng lồ đối với khi ông còn là một diễn viên đóng thế với 60 HKD/ngày. Ông vào vai Mao Tiểu Phương, một người thầy pháp chuyên diệt trừ ma quỷ và cứu giúp dân lành. Sự thành công của bộ phim làm sống lại sự nghiệp của Chánh Anh. Trong quá trình quay phim, Chánh Anh và Uyển Quỳnh Đan bắt đầu có tình cảm với nhau. Trong bộ phim, Uyển Quỳnh Đan vào vai Chung Quân và phải lòng Mao Tiểu Phương (Chánh Anh đóng). Điều bất ngờ là khi bộ phim kết thúc, cả hai người cũng thật sự yêu nhau.
Phần II của bộ phim Ma Đạo Tranh Bá được quay vào năm 1996 và có tựa đề Diệt Ma Hiệp Đạo. Bộ phim một lần nữa nhận được rất nhiều sự ủng hộ ở Trung Quốc, Hồng Kông và Đài Loan.
Không lâu sau đó, Chánh Anh ký tiếp hợp đồng với ATV để diễn xuất trong bộ phim Duyên Kiếp Luân Hồi. Bộ phim là câu chuyện tình yêu với dàn diễn viên chính trong Diệt Ma Hiệp Đạo. Chánh Anh đóng vai phụ trong bộ phim này. Tuy nhiên đây không phải là vai diễn cuối cùng trong sự nghiệp của ông. Vai diễn cuối cùng của ông là trong bộ phim Hiệp Khách Hòa Thượng (1997). Đây không phải là vai thầy pháp nhưng lại rất ấn tượng. Một vài người cho rằng Lâm Chánh Anh đang thật sự diễn tả cái chết của chính mình.
Mùa hè năm 1997, phần III của Ma Đạo Tranh Bá bắt đầu được sản xuất nhưng bị ngừng nửa chừng khi Lâm Chánh Anh đã qua đời vì ung thư. Căn bệnh của ông là do di truyền.

## Gia đình
Lâm Chánh Anh lập gia đình vào năm 1983 và có hai người con, 1 trai và 1 gái. Ông ly dị vào năm 1988, tòa xử quyền nuôi con thuộc về người cha.
Trong quá trình làm phim Ma Đạo Tranh Bá, Lâm Chánh Anh và Uyển Quỳnh Đan đã nảy sinh tình cảm. Hai người tiến đến với nhau nhưng sau đó Chánh Anh chủ động chia tay với Quỳnh Đan và dọn đến nơi khác ở. Sau khi Chánh Anh mất, Quỳnh Đan từng thổ lộ:
"Thật ra anh ấy đang bị bệnh, từ đầu đến cuối tôi đã luôn luôn biết. Lúc đó anh ấy không muốn bị ai làm phiền nên dọn tới một nơi không ai biết để ở. Cũng không cho tôi đi thăm anh ấy. Trước lúc đi anh ấy có nói: "Anh không ở bên cạnh em, em hãy tự chăm sóc cho bản thân mình, nếu gặp phải khó khăn gì thì hãy nhờ em trai của em giúp đỡ giải quyết..." Tôi không muốn anh ấy đi, nhưng tôi tôn trọng quyết định của anh ấy. Anh ấy là một người đàn ông một khi đã quyết định một chuyện, thì không gì có thể thay đổi được. Là một diễn viên, anh ấy muốn cho người ta thấy những giây phút đẹp đẽ nhất... Anh ấy không muốn tôi nhìn thấy anh ấy bị bệnh. Vì anh ấy biết rằng tôi sẽ rất buồn nếu tôi nhìn thấy anh ấy như vậy".

## Qua đời

### Lời đồn về bệnh ung thư
Mùa hè năm 1997, Chánh Anh liên tục ra vào bệnh viện. Lời đồn rằng ông bị bệnh ung thư bắt đầu lan rộng. Nhưng ông một mực đòi rời khỏi bệnh viện để sắp xếp xong công việc. Nhiều bạn bè gọi điện hỏi thăm nhưng ông đều nói rằng đó chỉ là tin đồn không có thực.
Không ai biết lúc nào Chánh Anh phát hiện rằng mình bị bệnh ung thư vì ông không cho phép gia đình tiết lộ bệnh tình của mình. Một số người bạn thân của Chánh Anh nói rằng họ biết ông đang bị bệnh, nhưng vì biết rõ tính khí của Chánh Anh nên không ai dám hỏi. Tiền Gia Lạc nói về Lâm Chánh Anh trong một cuộc phỏng vấn:
"Có 1 lần tôi phải phóng xuyên qua bức tường kính dày 10ft. Nhưng trước đó tôi phải nhảy từ tầng 2 xuống tầng 1 trên 1 chiếc tàu. Tất cả mọi người đều biết thực hiện pha diễn đó sẽ rất đau. Hồng Kim Bảo muốn tôi thực hiện cảnh quay đó. Nhưng Lâm không cho tôi làm và tự mình thực hiện pha hành động đó. Đó thực sự là một pha diễn đau đớn. Anh ấy bị thương sau khi thực hiện cảnh quay đó. Như tôi đã nói, những người đóng thế trong thập niên 80 giống như một gia đình. Không có ai có sự ích kỷ.
Anh ấy rất tốt với tôi. Anh ấy thậm chí mời tôi làm diễn viên chính cho một bộ phim sau này. Anh ấy là một người nhiệt tình. Anh ấy không nói chuyện trôi chảy nhưng lại sử dụng bộ óc rất nhiều. Anh ấy dạy chúng tôi không được lười nhác, làm gì cũng phải cố gắng hết sức. Anh ấy luôn làm một tấm gương tốt cho chúng tôi. Anh ấy có niềm đam mê đối với phim ảnh. Thậm chí khi anh ấy bị bệnh ở giai đoạn cuối của đời mình, anh ấy không để cho chúng tôi thấy rằng anh ấy đang trong cơn đau đớn. Anh ấy thậm chí còn quay phim với chúng tôi nữa. Tôi nghĩ rằng anh ấy là một người anh hùng thực sự. Tôi rất nhớ anh ấy".

### Những tuần cuối
Lâm Chánh Anh chia tay với Uyển Quỳnh Đan khi họ đang yêu nhau. Hai tuần trước khi mất, ông dọn tới nhà chị mình sống. Ông từ chối mọi cuộc viếng thăm từ bạn bè, người thân và con mình. Ông bắt đầu bị bất tỉnh lần này đến lần khác vào đầu tháng 11. Gia đình của Chánh Anh phải đưa ông tới bệnh viện Thánh Teresa. Ông đã ở trong tình trạng hôn mê và sức khỏe trở nên yếu dần.
Ngày 8 tháng 11 năm 1997, Lâm Chánh Anh qua đời vì bệnh ung thư tại bệnh viện Teresa vào lúc 12h30 trưa, 1 tháng trước khi ông tròn 45 tuổi.

## Tang lễ
Yêu cầu của Lâm Chánh Anh là có một tang lễ nhỏ, nên sau khi ông mất gia đình của ông tạm thời không đưa tin ra công chúng và chuẩn bị cử hành tang lễ chỉ vào vài ngày sau. Tang lễ được cử hành vào ngày 13 tháng 11 năm 1997 với sự tham gia của gia đình và bạn bè thân. Bộ trang phục thầy pháp Chánh Anh mặc lúc đóng phim cùng những quần áo và mắt kính ông yêu thích nhất đều được chôn chung với ông.
Sau tang lễ, thi thể của ông được hỏa táng và chôn tại Hoa Kỳ. Dòng chữ trên mộ ghi:
One Smile Returns To The West (Một nụ cười trở về Tây phương)
Phần 1 của bộ phim Khử Tà Diệt Ma do ATV sản xuất năm 1998 là bộ phim để tưởng nhớ Lâm Chánh Anh. Bộ phim có sự góp mặt của dàn diễn viên trong Diệt Ma Hiệp Đạo. Cốt truyện xoay quanh người kế thừa cuối cùng của Mao Tiểu Phương - nhân vật Lâm Chánh Anh đóng trong Ma Đạo Tranh Bá và Diệt Ma Hiệp Đạo.

## Một số phim chọn lọc

### Phim điện ảnh
Lâm Chánh Anh đã làm đạo diễn võ thuật/hành động cho 32 bộ phim, tham gia diễn xuất trong 130 bộ phim và làm đạo diễn, nhà sản xuất cho một số bộ phim khác. 
Một số phim phổ biến tại Việt Nam gồm có:
- Khử Ma Đạo Trưởng (1993) (Diễn viên)
- Tay Súng Thần (1992) (Diễn viên)
- Nhất Đại Tôn Sư Hoàng Phi Hồng (1992) (Diễn viên)
- Cương Thi Biến Thế (1992) (Diễn viên)
- Thượng đế Cũng Phải Cười III (1991) (Diễn viên)
- Ma Cà Rồng Chúa (1991) (Diễn viên)
- Cương Thi Vật Cương Thi II (1990) (Diễn viên/Chỉ Đạo Võ thuật)
- Đặc Cảnh Diệt Ma (1990) (Diễn viên/Chỉ Đạo Võ thuật/Nhà Sản Xuất)
- Cương Thi Đấu Ma Cà Rồng (1989) (Diễn viên/Đạo diễn)
- Quần Long Hí Phụng (1989)
- Nữ Vô Địch Maria (1988) (Diễn viên)
- Cương Thi Tiên Sinh III (1987) (Diễn viên/Chỉ Đạo Võ thuật)
- Anh Hùng Đặc Vụ (1987) (Diễn viên/Chỉ Đạo Võ thuật)
- Cương Thi Tiên Sinh II (1986) (Diễn viên)
- Phú Quý Liệt Xa (1986) (Diễn viên/Chỉ Đạo Võ thuật)
- Phi Ưng Phương Đông (1986) (Diễn viên/Chỉ Đạo Võ thuật)
- Cương Thi Tiên Sinh (1985) (Diễn viên/Chỉ Đạo Võ thuật)
- Ngôi Sao May Mắn (1985) (Diễn viên/Chỉ Đạo Võ thuật)
- Trái Tim Rồng (1985) (Diễn viên)
- Kỳ Mưu Diệu Kế Ngũ Phúc Tinh (1983) (Diễn viên/Chỉ Đạo Võ thuật)
- Phá Gia Chi Tử / Bại Gia Tử (1981) (Diễn viên/Chỉ Đạo Võ thuật)
- Quỷ Đả Quỷ / Cương Thi Vật Cương Thi (1980) (Diễn viên/Chỉ Đạo Võ thuật)
- Lâm Thế Vinh (1979) (Diễn viên)

### Phim truyền hình
- Ma Đạo Tranh Bá (1995)
- Diệt Ma Hiệp Đạo (1996)
- Duyên Kiếp Luân Hồi (1996)
- Hiệp Khách Hòa Thượng (1997)